# US Vibonese Calcio
Die Unione Sportiva Vibonese Calcio ist ein italienischer Fußballverein aus Vibo Valentia in Kalabrien. Gegründet wurde der Verein im Jahr 1928.
Den größten Erfolg hatte Vibonese mit dem Aufstieg in die Serie C2 im Jahr 2005/06. In der Saison 1996/97 gewannen sie den Regionalen italienischen Pokal und im 1998 den Regionalen italienischen Super Cup. Sie waren lange Zeit unter dem Namen SS Nuova Vibonese aktiv. Momentan spielen sie in der Lega Pro Seconda Divisione, die vierthöchste Spielklasse im italienischen Fußball.

## Vereinsgeschichte
| Saison  | Position (Liga (Gruppe)) | Punkte |
| ------- | ------------------------ | ------ |
| 1997/98 | 1/16 (6 (Kal.))          | 68     |
| 1998/99 | 8/18 (5 (H))             | 47     |
| 1999/00 | 8/18 (5 (I))             | 44     |
| 2000/01 | 2/19 (5 (I))             | 74     |
| 2001/02 | 3/18 (5 (I))             | 57     |
| 2002/03 | 13/18 (5 (I))            | 44     |
| 2003/04 | 8/18 (5 (I))             | 46     |
| 2004/05 | 6/18 (5 (I))             | 52     |
| 2005/06 | 2/18 (5 (I))             | 71     |
| 2006/07 | 12/18 (4 (C))            | 41     |
| 2007/08 | 14/18 (4 (C))            | 42     |
| 2008/09 | 16/18 (4 (C))            | 34     |
| 2009/10 | 16/18 (4 (C))            | 31     |

Der Verein wurde aus der Fusion der beiden Vereine Ischia Monteleone und Luigi Razza gegründet. Sie wechselten ihren Namen für kurze Zeit in Diavoli Rossi Vibo und anschließend wieder in US Vibonese. Am Anfang spielten sie nur in inoffiziellen Spielen und Turnieren. Im Jahr 1945/46 nahm man zum ersten Mal an einem offiziellen Turnier teil. Der erste Aufstieg gelang dem Klub in der Saison 1950/51. 1957/58 erreichten sie den ersten Platz und somit den Aufstieg in die IV Serie, die damals vierthöchste Spielklasse des italienischen Fußballs. Der Verein US Vibonese ging im Jahr 1960 Konkurs und wurde als Gruppo Sportivo Hipponion neu gegründet, im Jahr 1961 änderten sie den Namen in Oratorio Salesiano Vibo. In der Saison 1963/64 wieder eine Änderung des Vereinsnamens, diesmal in SS Nuova Vibonese. Zwischen 1973 und 1978 spielte man in der Serie D, aus der man im Jahr 1998 wieder aufstieg (damals C.N.D.). Nach der Saison 2003/04 bekamen der Verein wieder seinen alten Namen Unione Sportiva Vibonese.

## Ehemalige Spieler
- Filippo Berardi
- Edgar Çani
- Souleymane Doukara
- Georges Ndoum
- Ali Sowe
- Jherson Vergara
- Urban Žibert